# Phyllanthus klotzschianus
Phyllanthus klotzschianus är en emblikaväxtart som beskrevs av Johannes Müller Argoviensis. Phyllanthus klotzschianus ingår i släktet Phyllanthus och familjen emblikaväxter. Inga underarter finns listade i Catalogue of Life.

## Bildgalleri

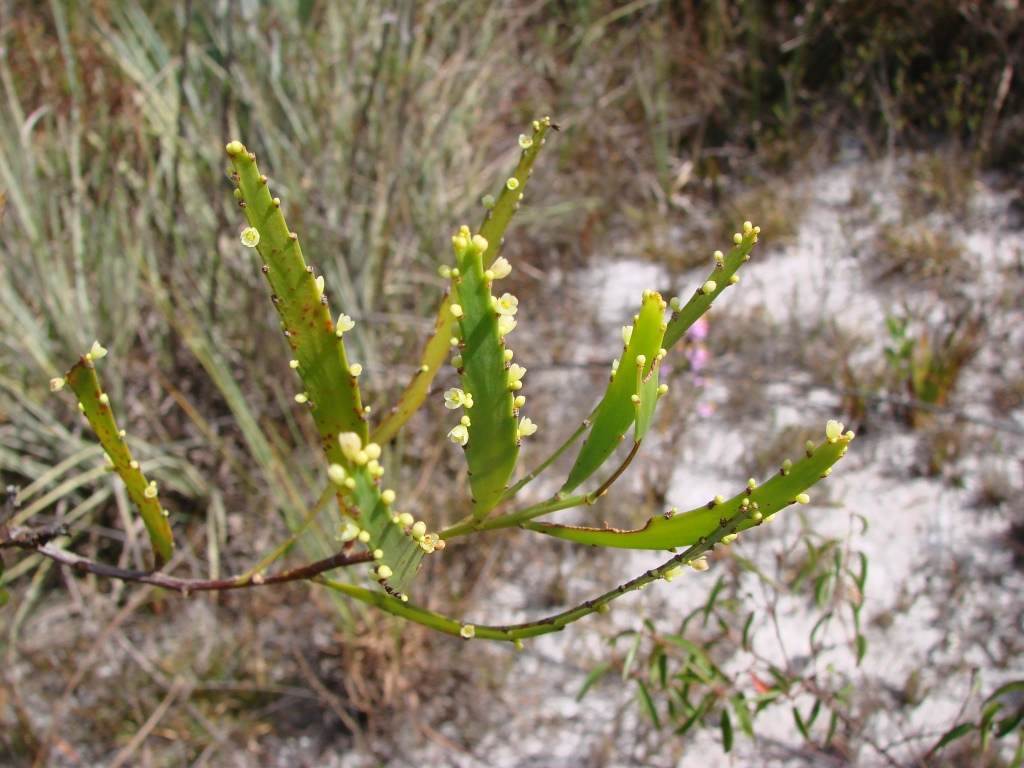